# 若草通 (春日井市)
若草通（わかくさどおり）は、愛知県春日井市にある地名。現行行政地名は若草通1丁目から若草通5丁目。

## 地理
春日井市西部に位置する。東は瑞穂通、西は大和通、南は柏井町・八光町・旭町、北は旭町・八光町・柏原町に接する。南西から北東に向かって、1丁目から5丁目がある。

## 歴史

### 地名の由来
勝川尋常小学校（現勝川小学校）の裏の街路の通称による。

### 沿革
- 1948年（昭和23年） - 春日井市勝川・柏井の各一部により、同市若草通として成立[1]。
- 1974年（昭和49年） - 春日井市八幡町・柏原町の各一部を編入する[1]。

## 世帯数と人口
2019年（平成31年）4月1日現在の世帯数と人口は以下の通りである。
| 丁目        | 世帯数  | 人口    |
| ----------- | ------- | ------- |
| 若草通1丁目 | 104世帯 | 216人   |
| 若草通2丁目 | 89世帯  | 164人   |
| 若草通3丁目 | 61世帯  | 135人   |
| 若草通4丁目 | 156世帯 | 409人   |
| 若草通5丁目 | 338世帯 | 760人   |
| 計          | 748世帯 | 1,684人 |

### 人口の変遷
国勢調査による人口の推移
| 1995年（平成7年）  | 1,591人 | [ 7 ]  |  |
| 2000年（平成12年） | 1,609人 | [ 8 ]  |  |
| 2005年（平成17年） | 1,687人 | [ 9 ]  |  |
| 2010年（平成22年） | 1,730人 | [ 10 ] |  |
| 2015年（平成27年） | 1,747人 | [ 11 ] |  |

## 学区
市立小・中学校に通う場合、学区は以下の通りとなる。また、公立高等学校に通う場合の学区は以下の通りとなる。
| 丁目        | 番・番地等     | 小学校               | 中学校               | 高等学校 |
| ----------- | -------------- | -------------------- | -------------------- | -------- |
| 若草通1丁目 | 全域           | 春日井市立勝川小学校 | 春日井市立中部中学校 | 尾張学区 |
| 若草通2丁目 | 全域           | 春日井市立勝川小学校 | 春日井市立中部中学校 | 尾張学区 |
| 若草通3丁目 | 全域           | 春日井市立勝川小学校 | 春日井市立中部中学校 | 尾張学区 |
| 若草通4丁目 | 全域           | 春日井市立勝川小学校 | 春日井市立中部中学校 | 尾張学区 |
| 若草通5丁目 | 58～180番地    | 春日井市立勝川小学校 | 春日井市立中部中学校 | 尾張学区 |
| 若草通5丁目 | 1番地～57番地1 | 春日井市立柏原小学校 | 春日井市立柏原中学校 | 尾張学区 |

## 交通
- 国道19号（春日井バイパス）

## 施設
- 春日井市立勝川小学校北緯35度14分5.9秒 東経136度57分28.6秒 / 北緯35.234972度 東経136.957944度

## その他

### 日本郵便
- 郵便番号 : 486-0914[4]（集配局：春日井郵便局[14]）。